# Bahnhof Firenze Santa Maria Novella

Der Kopfbahnhof Firenze Santa Maria Novella (kurz Firenze SMN) ist der Hauptbahnhof von Florenz, benannt nach der Kirche Santa Maria Novella. Er ist ein wichtiges Bindeglied der TEN-Achse Berlin–Palermo, da er die Schnellfahrstrecken Bologna–Florenz und Florenz–Rom miteinander verknüpft. Mit der Eröffnung des neuen Hochgeschwindigkeitsbahnhofs Firenze Belfiore, welcher sich momentan in Bau befindet, wird er diese Funktion allerdings verlieren.

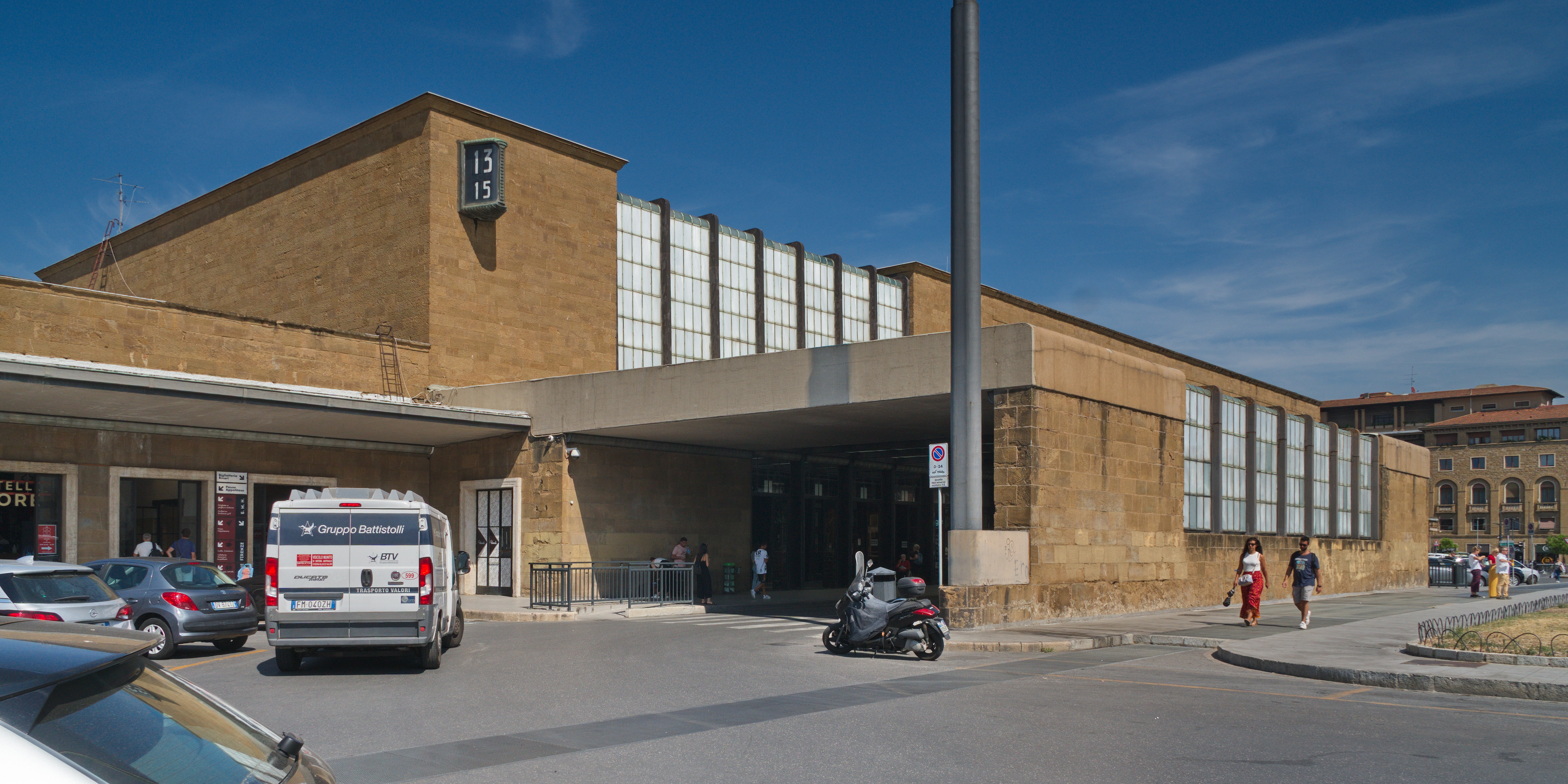
Haupteingang auf der Südostseite gegenüber (des Chores) der gleichnamigen Kirche

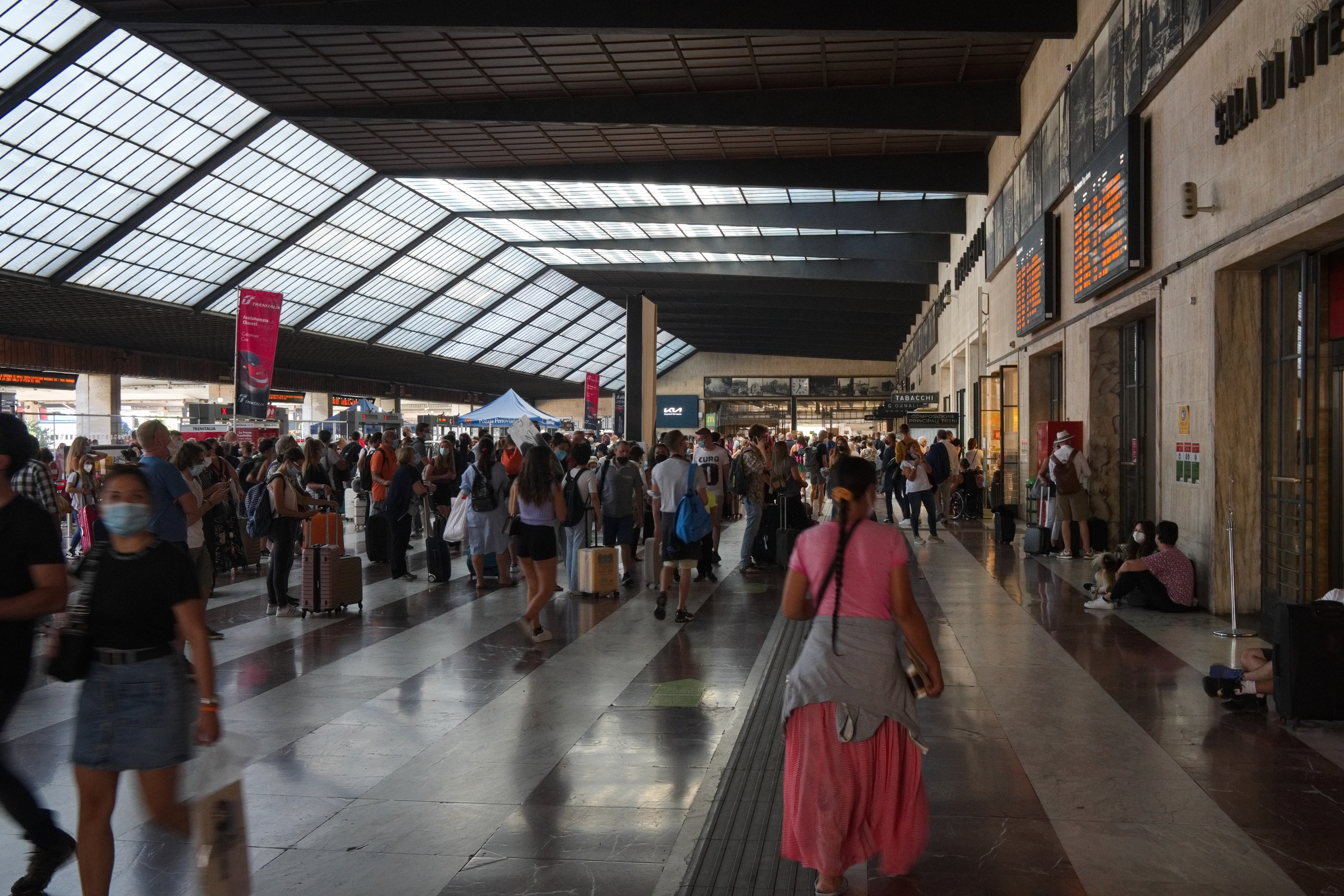
Bahnhofshalle mit den Bahnsteigen linkerhand

Das Gebäude, das als „eines der herausragendsten Großbauten des italienischen Rationalismus“ gilt, wurde 1932 von der Architektengruppe Gruppo Toscano (Toskaner Gruppe) entworfen, der auch Giovanni Michelucci und Italo Gamberini angehörten. In einem von der Stadt Florenz ausgelobten Wettbewerb setzte sich die Gruppo Toscano gegenüber mehr als hundert anderen Architekturbüros durch. Gebaut wurde der neue Bahnhof zwischen 1932 und 1934.
Die Gruppo Toscano war verantwortlich für die Gestaltung des vorderen Hauptgebäudes des Bahnhofs. Die Bahnsteige und die Ausstattung wurden vom offiziellen Architekten des Verkehrsministeriums, Angiolo Mazzoni, geplant.
Der Bahnhof wurde entworfen, um den veralteten Maria-Antonia-Bahnhof von 1848 zu ersetzen und um als neues „Tor zum Stadtzentrum“ zu fungieren.

Als separates Gebäude entstand dabei der zugehörige Fürstenbahnhof für den italienischen König. 
Bei Gleis 8 wurde am 8. März 1981 eine Gedenktafel aufgestellt, um an die mehr als tausend Juden zu erinnern, die am 8. März 1944 von hier aus in die Konzentrationslager der Nationalsozialisten deportiert wurden.
Ein musikalisches Denkmal wurde dem Bahnhof von Pupo in seinem gleichnamigen Lied gesetzt.